# Теэвер, Ингемар
Ингемар Теэвер (эст. Ingemar Teever; 24 февраля 1983, Сауэ) — эстонский футболист, нападающий.
Трёхкратный обладатель Суперкубка Эстонии, двукратный обладатель Кубка Эстонии и трижды становился чемпионом страны. Дважды становился лучшим бомбардиром чемпионата Эстонии.

## Карьера

### Клубная
Свою карьеру нападающий начал в таллинском клубе «Нымме Калью», после чего играл несколько сезонов за другие столичные клубы — «М. С. Таллин» и ТФМК. В 2006 году Теэвер подписал контракт со шведским клубом «Эстер». В 2008 году Ингемар вернулся в родной клуб «Нымме Калью», но в 2010 отправился играть за немецкий клуб четвёртого дивизиона «Пфуллендорф».
В июле 2012 года подписал контракт с таллинским клубом «Левадия». На следующий год вместе с командой завоевал золотые медали чемпионата, которые сумели повторно взять и в 2014 году. В 2015 году вместе с клубом выиграл Суперкубок Эстонии и получил серебряные медали чемпионата, а по итогам сезона Ингемар стал лучшим бомбардиром с 24 голами на своём счету. В феврале 2016 года стало известно, что Ингемар завершил карьеру игрока. Однако спустя год он вернулся в большой футбол и в сезоне 2017 года играл за таллинский клуб «Левадия» под 11 номером.
Всего в высшей лиге Эстонии сыграл 296 матчей и забил 157 голов.

### Сборная
Дебют за сборную страны состоялся 29 марта 2003 года в товарищеской игре простив сборной Канады. Всего за сборную нападающий провел тридцать игр и забил четыре гола.

### Пляжный футбол
В марте 2016 года стало известно, что Ингемар решил играть за таллинскую команду по пляжному футболу «Пежо», позднее несколько лет играл за команду «Аугур».

## Достижения

### Командные
«ТФМК»
- Чемпион Эстонии (1): 2005
- Обладатель Суперкубка Эстонии (1): 2005
- Обладатель Кубка Эстонии (1): 2002/03

 «Левадия»
- Чемпион Эстонии (2): 2013, 2014
- Обладатель Суперкубка Эстонии (2): 2013, 2015
- Обладатель Кубка Эстонии (1): 2013/14

### Личные
- Лучший нападающий чемпионата Эстонии (2): 2008, 2015